# Spatholobus hirsutus
Spatholobus hirsutus är en ärtväxtart som beskrevs av Wiriad. och Ridd.-num.. Spatholobus hirsutus ingår i släktet Spatholobus och familjen ärtväxter. Inga underarter finns listade i Catalogue of Life.